# Pernink
Pernink este o arie protejată (arie specială de conservare — SAC, sit de importanță comunitară — SCI) din Republica Cehă întinsă pe o suprafață de 99,85 ha, integral pe uscat.

## Localizare
Centrul sitului Pernink este situat la coordonatele 50°21′59″N 12°47′54″E / 50.366389°N 12.798333°E.

## Înființare
Situl Pernink a fost declarat sit de importanță comunitară în noiembrie 2009 pentru a proteja un număr necunoscut de specii din flora spontană și fauna sălbatică aflate în arealul zonei. Situl a fost protejat și ca arie specială de conservare în februarie 2020.

## Biodiversitate
Situată în ecoregiunea continentală, aria protejată conține 7 habitate naturale: Pajiști uscate europene, Mlaștini oligotrofe degradate, capabile încă de regenerare naturală, Mlaștini turboase de tranziție și turbării mișcătoare, Păduri acidofile de Picea de la nivel montan la nivel alpin (Vaccinio-Piceetea), Fânețe montane, Mlaștini împădurite, Turbării active.
La baza desemnării sitului se află un număr nedeclarat de specii protejate.